# Trinomi Smithsonian

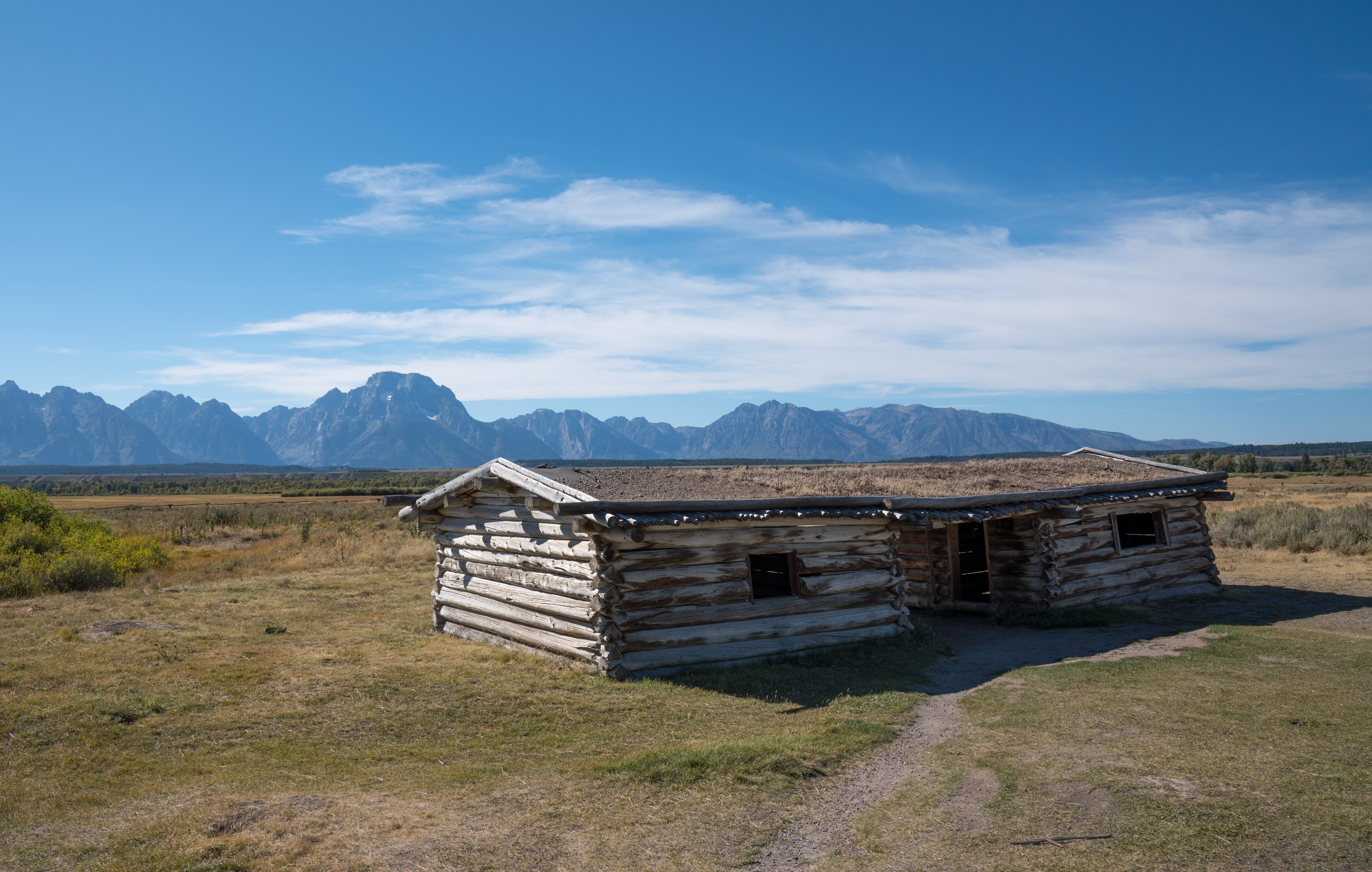
La Cunningham Cabin, una cabana de Wyoming a la qual se li assigna el trinomi Smithsonian 48TE902.

El trinomi Smithsonian és un identificador únic assignat a un jaciment arqueològic en molts estats als Estats Units. Està compost d'un o dos dígits que codifiquen l'estat, en general dues lletres que codifiquen el comtat o comtat-equivalent dins de l'estat, i un o més dígits seqüencials que representen l'ordre en què el jaciment va ser inclòs en aquest comtat. El Smithsonian Institution va desenvolupar el sistema de nombre de jaciments en els anys 1930 i 1940. (Els trinomis ara són assignats pels estats individuals.) Als 48 estats de la Unió de llavors se'ls va assignar números en ordre alfabètic. A Alaska se li va assignar el número 49 i a Hawaii se li va assignar el número 50 després que aquests estats fossin admesos a la Unió. No hi ha nombres trinomis Smithsonian assignats per al Districte de Columbia o qualsevol territori dels Estats Units.
La majoria dels estats utilitzen trinomis de la forma "nnAAnnnn", però alguns especifiquen un espai o un guió entre les parts de l'identificador, és a dir, "nn AA nnnn" o "nn-AA-nnnn". Alguns estats usen variacions del sistema trinomial. Arizona, Califòrnia, Connecticut, Maine, Rhode Island i Vermont utilitzen abreviatures de dues lletres del nom de l'estat en lloc del nombre Smithsonian. Alaska utilitza abreviatures de tres lletres per a quadrilàters del mapa USCG en comptes del codi del comtat. Arizona fa servir un identificador de cinc parts sobre la base de mapes USCG, especificant quadrilàters, rectangles i després dins d'un quadrilàter, un nombre seqüencial dins del rectangle, i un codi d'identificació de l'agència que emet el nombre seqüencial. Califòrnia utilitza una abreviatura de tres lletres per als comtats. Connecticut i Rhode Island no utilitzen els codis subestatals, amb identificadors de lloc que consisteixen en l'abreviatura de l'estat, i una sèrie de nombres seqüencials per a tot l'estat. Delaware utilitza un codi d'una lletra per als comtats i afegeix un codi de bloc (AK) dins de cada comtat, amb números seqüencials per a cada bloc. Hawaii fa servir un identificador de quatre parts, "50" per l'estat, un codi de dos dígits per a l'illa, i després un codi de dos dígits, més un nombre de quatre dígits lloc seqüencial en els punts de cada illa.

## Codis d'identificació de jaciments arqueològics utilitzats pels estats
| Estat               | Format           | Codi de comtat o equivalent |
| ------------------- | ---------------- | --- |
| Alabama             | 1AAnnnn          | AA: Alabama County Abbreviation for Archaeological Site Number Designation Arxivat 2012-07-05 a Wayback Machine. |
| Alaska              | 49‑AAA‑nnnn      | AAA: Alaska Quad Map Arxivat 2013-11-04 a Wayback Machine. |
| Arizona             | AZ AA:nn:nn(XXX) | AA:nn: Arizona Quad Names and Numbers Arxivat 2011-10-31 a Wayback Machine. |
| Arkansas            | 3AAnnnn          | Llista dels comtats d'Arkansas |
| Califòrnia          | CA‑AAA‑nnnn      | AAA: California Counties and their Abbreviations |
| Colorado            | 5AAnnnn          | Llista dels comtats de Colorado |
| Connecticut         | CT‑nnnnn         | N/A |
| Delaware            | 7ABnnnn          | A: K = comtat de Kent, N = Comtat de New Castle, i S = comtat de Sussex. B: Figure 25: Map of blocks Arxivat 2014-01-01 a Wayback Machine. |
| Florida             | 8AAnnnn          | Llista dels comtats de Florida |
| Geòrgia             | 9AAnnnn          | AA: Codis d'abreviació dels comtats Arxivat 2012-09-07 a Wayback Machine. |
| Hawaii              | 50‑nn[1]‑nn‑nnnn | nn[1]: 10 = Hawaii, 20 = Kaho'olawi, 30 = Kaua'i, 40 = Lana'i, 50 = Maui, 60 = Moloka'i, 80 = O'ahu, 91 = Necker, 92 = Nihoa |
| Idaho               | 10AAnnnn         | |
| Illinois            | 11AAnnnn         | Llista de comtats d'Illinois |
| Indiana             | 12AAnnnn         | Llista de comtats d'Indiana |
| Iowa                | 13AAnnnn         | AA: Abreviacions dels comtats d'Iowa per designació de jaciment Arxivat 2013-01-03 a Wayback Machine. |
| Kansas              | 14AAnnnn         | AA: Abreviatures dels comtats de Kansas per trinomis arqueològics |
| Kentucky            | 15AAnnnn         | Llista dels comtats de Kentucky |
| Louisiana           | 16AAnnnn         | Llista de les parròquies de Louisiana |
| Maine               | ME-nn-nn         | |
| Maryland            | 18AAnnnn         | Llista dels comtats de Maryland |
| Massachusetts       | 19-AA-nnnn       | |
| Michigan            | 20AAnnnn         | Llista dels comtats de Michigan |
| Minnesota           | 21AAnnnn         | AA: Designacions trinomis de jaciments per a comtats de Minnesota |
| Mississippi         | 22‑AA‑nnnn       | Llista dels comtats de Mississippi |
| Missouri            | 23AAnnnn         | Llista dels comtats de Missouri |
| Montana             | 24AAnnnn         | |
| Nebraska            | 25AAnnnn         | |
| Nevada              | 26AAnnnn         | |
| Nova Hampshire      | 27‑AA‑nnnn       | AA: Belknap (BK) · Carroll (CA) · Cheshire (CH) · Coos (CO) · Grafton (GR) · Hillsborough (HB) · Merrimack (MR) · Rockingham (RK) · Strafford (ST) · Sullivan (SU) |
| Nova Jersey         | 28AAnnnn         | |
| Nou Mèxic           | 29AAnnnn         | |
| Carolina del Nord   | 31AAnnnn         | AA: Alamance (AM)( · Alexander (AX) · Alleghany (AL) · Anson (AN) · Ashe (AH) · Avery (Av) · Beaufort (BF) · Bertie (BR) · Bladen (BL) · Brunswick (BW) · Buncombe (BN) · Burke (BK) · Cabarrus (CA) · Caldwell (CW) · Camden (CM) · Carteret (CR) · Caswell (CS) · Catawba (CT) · Chatham (CH) · Cherokee (CE) · Chowan (CO) · Clay (CY) · Cleveland (CL) · Columbus (CB) · Craven (CV) · Cumberland (CD) · Currituck (CK) · Dare (DR) · Davidson (DV) · Davie (DE) · Duplin (DP) · Durham (DH) · Edgecombe (ED) · Forsyth (FY) · Franklin (FK) · Gaston (GS) · Gates (GA) · Graham (GH) · Granville (GV) · Greene (GR) · Guilford (GF) · Halifax (HX) · Harnett (HT) · Haywood (HW) · Henderson (HN) · Hertford (HF) · Hoke (HK) · Hyde (HY) · Iredell (ID) · Jackson (JK) · Johnston (JT) · Jones (JN) · Lee (LE) · Lenoir (LR) · Lincoln (LN) · Macon (MA) · Madison (MD) · Martin (MT) · McDowell (MC) · Mecklenburg (MK) · Mitchell (ML) · Montgomery (MG) · Moore (MR) · Nash (NS) · New Hanover (NH) · Northampton (NP) · Onslow (ON) · Orange (OR) · Pamlico (PM) · Pasquotank (PK) · Pender (PD) · Perquimans (PQ) · Person (PR) · Pitt (PT) · Polk (PL) · Randolph (RD) · Richmond (RH) · Robeson (RB) · Rockingham (RK) · Rowan (RW) · Rutherford (RF) · Sampson (SP) · Scotland (SC) · Stanly (ST) · Stokes (SK) · Surry (SR) · Swain (SW) · Transylvania (TV) · Tyrrell (TY) · Union (UN) · Vance (VN) · Wake (WA) · Warren (WR) · Washington (WH) · Watauga (WT) · Wayne (WY) · Wilkes (WK) · Wilson (WL) · Yadkin (YD · Yancey (YC) |
| Dakota del Nord     | 32AAnnnn         | AA: NDCRS Site Form Training Manual - Section I: Site Identification - County Codes (Page 10) |
| Ohio                | 33‑AA‑nnnn       | AA: Apèndix B: Codis de Comtat (OAI Codes) (Pàg. 61) Arxivat 2012-10-22 a Wayback Machine. |
| Oregon              | 35‑AA‑nnnn       | Llista dels comtats d'Oregon |
| Pennsylvania        | 36‑AA‑nnnn       | Llista dels comtats de Pennsylvania |
| Rhode Island        | RI‑nnnn          | N/A |
| Carolina del Sud    | 38‑AA‑nnnn       | Llista dels comtats de Carolina del Sud |
| Dakota del Sud      | 39AAnnnn         | |
| Tennessee           | 40‑AA‑nnnn       | AA: County Abbreviations for Archaeological Site Numbers |
| Texas               | 41‑AA‑nnnn       | AA: Abreviatures dels comtats de Texas |
| Utah                | 42‑AA‑nnnn       | Llista dels comtats de Utah |
| Vermont             | VT‑AA‑nnnn       | |
| Washington          | 45‑AA‑nnnn       | Llista dels comtats de Washington |
| Virgínia Occidental | 46‑AA‑nnnn       | Llista dels comtats de Virgínia Occidental |
| Wisconsin           | 47‑AA‑nnnn       | Llista dels comtats de Wisconsin |